# Carol (film)
Carol  este un film american și britanic  romantic din 2015 regizat de Todd Haynes. Rolurile principale au fost interpretate de actorii Rooney Mara, Kyle Chandler și Cate Blanchett. Scenariul este realizat de Phyllis Nagy după romanul The Price of Salt (altă denumire Carol) de Patricia Highsmith. Are șase nominalizări la Premiile Oscar.

## Distribuție
- Cate Blanchett - Carol Aird
- Rooney Mara - Therese Belivet
- Sarah Paulson - Abby Gerhard
- Kyle Chandler - Harge Aird
- Jake Lacy - Richard Semco
- Cory Michael Smith - Tommy Tucker
- John Magaro - Dannie McElroy
- Carrie Brownstein - Genevieve Cantrell